# Lazăr Edeleanu
Lazăr Edeleanu (1. září 1861 Bukurešť – 7. dubna 1941 Bukurešť) byl rumunský chemik, vynálezce a průmyslník židovského původu. Jako první na světě syntetizoval amfetamin a nalezl rovněž novou metodu rafinace ropy, přesněji odstraňování aromatických uhlovodíků z petroleje s použitím kapalného oxidu siřičitého jako rozpouštědla (tzv. Edeleanův proces). Metoda se v různých variacích používá dodnes, především pro výrobu mazacích olejů vysoké kvality. Za svůj život Edeleanu přihlásil 212 patentů.

## Život
Po absolvování střední školy na prestižní Koleji svatého Sávy (Colegiul Național Sfântul Sava) odešel do Berlína, kde vystudoval chemii na Humboldtově univerzitě. Doktorát získal v roce 1887, pod vedením Augusta Wilhelma von Hofmanna. Poté pracoval nějakou dobu v Londýně, během tohoto období spolupracoval s Charlesem Frederickem Crossem a Edwardem Johnem Bevanem na vytvoření nového typu umělého nehořlavého hedvábí. S Raphaelem Meldolou rovněž vytvořil barviva na bázi oxazinů. Po návratu do Rumunska ho najal chemik Constantin Istrati jako asistenta, později učil chemii na Bukurešťské univerzitě. V roce 1906 byl jmenován vedoucím chemické laboratoře na Geologickém institutu, který byl toho roku založen, a stal se ředitelem rafinerie Vega poblíž Ploješti, vlastněné německou společností Diskont. V roce 1907 spoluorganizoval Ropný kongres v Bukurešti a byl spoluautorem monografie o fyzikálních a technických vlastnostech rumunské ropy. V roce 1908 formuloval Edeleanův proces, při kterém se ropa rafinuje kapalným oxidem siřičitým. Postup byl nejprve experimentálně použit v rafinérii Vega, později se rozšířil do Francie a Německa a následně do celého světa. V roce 1910 se Edeleanu usadil v Německu, kde založil firmu Allgemeine Gesellschaft für Chemische Industrie. V roce 1930 se přejmenovala na Edeleanu GmbH. Během nacistického režimu ji koupila Deutsche Erdöl-AG. V současnosti patří koncernu ThyssenKrupp. Edeleanu se vrátil na konci života do Rumunska, kde v dubnu 1941 zemřel.